# 바우하우스 (밴드)
바우하우스(Bauhaus)는 1979년 데뷔한 잉글랜드의 록 밴드이다. 멤버는 다니엘 애쉬(기타, 색소폰), 피터 머피(보컬), 케빈 해스킨스(드럼), 데이비드 제이(베이스)로, 영국 노샘프턴에서 결성되었다. 이름은 독일의 바우하우스에서 유래하고 있다. 처음 이름은 바우하우스 1919였지만, 상업적인 어필을 위해 1년도 지나지 않아 지금의 이름으로 바꾸었다. 딕 록의 창시자들 중 하나인 바우하우스는 어두운 이미지와 음울한 사운드로 잘 알려져 있긴 하지만 덥 음악, 글램 록, 사이키델릭 록, 펑크 등의 여러 장르들도 흡수했다.
고딕 록에 있어 선구자적인 1979년 데뷔 싱글 "Bela Lugosi's Dead"은 이후 고딕 문화에 영향을 끼쳤고 데뷔 앨범 <In the Flat Field>는 최초의 고딕 록 앨범 중 하나로 여겨진다. 1981년의 두 번째 앨범 <Mask>에서는 키보드, 색소폰, 어쿠스틱 기타 등 다양한 악기를 도입하여 사운드를 넓혔고 "Kick in the Eye"와 같은 곡에서는 펑크적인 리듬을 사용했다. 그리고 세 번째 앨범 <The Sky's Gone Out>으로 1982년 영국 앨범 차트 4위에 오르며 주류에 진출했고 같은 해 데이비드 보위의 "Ziggy Stardust" 커버곡으로 싱글 차트 15위에 까지 도달했고 톱 오브 더 팝스에 출연하게 된다. 다음 앨범 녹음 세션 중 머피가 병으로 인해 거의 참여하지 못하게 되면서 내부에 혼란이 발생했고 <Burning from the Inside> 발매 1주일 전인 1983년 7월 5일 해체되고 만다. 한편 이 앨범에 담겼던 싱글 "She's in Parties"는 히트곡이 되었다.
바우하우스가 해체된 이후 피터 머피는 밴드 재팬의 베이스였던 믹 칸과 함께 달리스 카(Dalis Car)라는 밴드를 만들어 활동하다가 이후 솔로로 나섰고 다니엘 애쉬와 케빈 해스킨스는 함께 톤스 온 테일(Tones on Tail)이란 이름으로 활동을 이어가다 나중에 데이비드 제이가 합류하며 러브 앤드 로켓츠(Love and Rockets)를 만들었는데 이들은 미국에서 바우하우스보다 더 큰 인기를 얻었지만 정작 고향에서는 차트에도 진입하지 못했다. 바우하우스는 1998년 투어를 계기로 재결합했고 이후 2005에서 2008년, 그리고 2019년에 투어를 벌였다.

## 역사

독일 미술학교 바우하우스의 로고. 1922년 오스카 슐레머가 디자인했다. 1980년대에 바우하우스 밴드는 이 로고를 포스터나 음반 커버에 차용하여 자신들의 음악을 홍보했다.

다니엘 애쉬와 친구 데이비드 제이, 그리고 그의 동생 케빈 해스킨스는 어릴 때부터 여러 밴드에서 연주했었다. 애쉬가 학교 친구였던 피터 머피를 설득하여 밴드에 초청했으나 별 진전은 없었다. 애쉬는 당시에 대해 "피터는 아무 생각이 없었고 밴드를 하는 것에 관심이 없었다"고 했다. 그중에서 그래도 가장 오래 지속되었던 밴드는 크레이즈(Craze) 였는데 노샘프턴 지역에서 1978년에 몇 차례 공연을 했었는데 얼마 안있어 깨져버렸다. 애쉬는 다시 옛 학교 친구인 머피를 찾아 합류를 권했는데 단지 그의 용모가 밴드에 딱 어울린다고 여겼기 때문이었다. 머피는 당시 인쇄소에서 일하고 있었는데 가사나 곡을 써 본 적은 없지만 한번 해보자고 생각했다. 첫번째 리허설에서 바로 그는 "In the Flat Field"라는 곡을 함께 썼다.
그리고 애쉬와 전에 밴드를 같이 했던 케빈 해스킨스가 드러머로 합류했다. 한편 이전 밴드의 원동력 역할을 했던 데이비드 제이는 부르지 않았는데 자신이 밴드를 콘트롤하고 싶어서였다. 대신 베이스로 크리스 바버를 영입하여 4인조로 S.R.이란 밴드를 결성했다. 하지만 몇 주 지나지 않아 바버는 데이비드 제이로 교체되었고 그가 바우하우스 1919란 이름을 제안했다. 데이비드 제이는 이미 다른 밴드와 미국 투어를 가기로 했던 상태였지만 친구의 밴드에 함께하는게 "올바른 일인 것 같았다"고 했다. 멤버가 다 채워지고 1978년 새해 전야에 첫 공연을 가졌다.
밴드 이름은 1920년대 독일의 예술운동의 이름에서 딴 바우하우스 1919로 정했는데 데이비드 제이에 의하면 그 이름이 스타일에 있어 함축과 연관성이 있다고 생각했기 때문이라고 했다. 로고도 독일 데사우에 있는 바우하우스 대학 건물에 붙어있는 글자와 오스카 슐레머가 디자인한 대학의 상징을 그대로 가져왔다. 밴드와 어울렸던 그래함 벤틀리는 바우하우스가 당시 모두 기존곡들을 연주하던 노샘프턴의 밴드와는 사뭇 달랐다고 기억했다. 벤틀리는 이들의 공연을 비디오로 촬영하여 음반사들 몇 곳에 보냈는데 당시 음반사들이 비디오 플레이어가 없었기에 그리 성공적이지 못했고 그래서 데모를 녹음하기로 했다.

### "Bela Lugosi's Dead"와 4AD
밴드를 시작한 지 6주가 되었을 때 이들은 처음으로 녹음 스튜디오에 데모를 녹음하려 들어갔다. 리허설을 하면서 드럼에 에코와 딜레이를 실험하기도 했다. 녹음한 다섯 곡 중에는 9분이 넘어가는 "Bela Lugosi's Dead"가 있었는데 1979년 8월 스몰 원더 레코드를 통해 이 곡을 데뷔 싱글로 내놓으며 이름을 "1919"를 뺀 바우하우스로 정했다.
"Bela Lugosi's Dead"는 레게와 덥 음악의 강한 영향을 받은 곡으로 베이스와 드럼이 전면에 배치되었다. 바우하우스가 처음으로 녹음한 곡이며 한 번의 연주로 녹음이 완료되었다. 또한 머피가 처음으로 스튜디오에서 마이크로 녹음해 본 곡이기도 했으며 녹음 당시에 감기로 아픈 상태였다. 케빈 해스킨스는 보사노바 스타일의 드럼 비트를 연주했다. 다니엘 애쉬는 이 곡의 탄생에 대해 자신이 만든 리프를 가지고 데이비드 제이와 얘기하면서였다고 한다. "데이비드(베이스)와 전화 통화를 하면서 이상한 코드로 만든 몽환적인 리프를 만들었다고 했었다. 그는 그 얘기를 들으니까 뱀파이어 역할을 했던 벨라 루고시에 대한 쓴 가사가 생각난다고 했다." 데이브드 제이는 "TV에서 옛날 호러 영화들을 틀어주고 있었는데 나는 대니얼에게 내가 그 영화들을 얼마나 좋아하는지 얘기했다. 전날 밤에 상영했던 영화가 <드라큘라>(1931년)였고 나는 벨라 루고시가 드라큘라의 전형이며 그것을 우아하게 묘사했다고 했다." 곡에 사용된 코드에 대해 애쉬는 다음과 같이 설명했다. "내가 만들었던 리프는 일종의 변형된 코드였는데 마이너 코드도 아니었다. 당시에는 몰랐지만 게리 글리터의 오래된 곡과 비슷한데, 아주 느리게 연주했다." 애쉬는 또한 에코 효과에 대해서도 설명했다. "... 데이비는 오래된 HH 에코 유닛을 가지고 있었는데 매번 문제가 있었다. 우리는 기타와 스네어 드럼을 거기에 연결했고 곡이 진행되는 동안 HH 앰프를 조절했다." 녹음 과정에 대해서 그는, "우리는 진행상황에 대해 별로 이야기를 나누지 않았다. 다니엘이 기타를 긁기 시작했고 케빈이 리듬을 시작하면서 분위기가 조성되었다. 나는 하강하는 코드를 연주했고 피터는 마치 큰 고양이처럼 천천히 어슬렁 거렸다"고 회상했다.
이 곡의 기원에 대해 머피의 설명은 이렇다. "우리는 뱀파이어 영화의 에로틱한 요소와 함께 드라큘라의 성적 매력과 에로티시즘에 대한 대화를 나누었다. 여기에 대해 다니엘은 자신이 빠져 있는 오컬트적 의미에 대해 얘기했다. 그렇게 우리는 그 대화를 계속 이어가며 곡을 만들었다. 뱀파이어는 에로틱하고 매혹적인 요소를 갖고 있다. 우리는 벨라 루고시에 대한 찬사를 쓰고자 하지는 않았다. 그의 이름은 키치였다. 그는 거대한 아이콘이었지만 동시에 가장 뱀파이어처럼 보이지 않는 인물이었다. 거기에는 영국식의 접근이 있었고 전혀 부정적이지 않았다. 오히려 완벽했다. 벨라 루고시가 죽었거나, 혹은 불사라는 아이디어는 끝내줬다." 이들은 곡의 길이에 대해 걱정했는데 여러 음반사들이 곡이 너무 길다며 싱글 발매를 거부했기 때문이었다. 해스킨스는 곡의 길이로 인해 겪었던 좌절감에 대해 말했다. "다니엘이 곡을 들고 모든 큰 음반사들, 버진, EMI 등등을 돌아다녔는데 모두 비슷한 답변을 했다. '이런 음악은 집에서 듣는 종류의 것이고 상업성은 없다' 라든지, '너무 길다. 3분으로 줄일 수 있나?' 등등. 심지어 베거스 뱅큇마저 거절했는데 아이러니하게도 우리는 결국에는 그 레이블에 들어갔다." 이때 스몰 원더 음반사의 피터 스테넷이 벨벳 언더그라운드의 싱글 "Sister Ray"와 비교하며 음반 발매를 강력히 주장했다.
이 싱글은 <사운드>지에서 긍정적인 리뷰를 받았고 영국 독립 차트에서 2년 동안 순위에 머물렀다. BBC 라디오 1과 존 필의 저녁 방송의 주요 시간대에서 방송되었고 이후 필의 쇼를 위한 세션 녹음 요청을 받게 되었고, 이 세션은 1980년 1월 3일 방송되었다. 존 필 세션에 대해 머피는 다음과 같이 회상했다. "방송국에 들어가다가 나오고 있던 모터헤드와 스쳐 지나갔다. 안내 데스크에 가서 '우리는 바우하우스입니다. 존 필의 친구들이예요. 올라가도 될까요'라고 했다. 들어가서 우리는 음반을 필 앞에 두었다. 우리들이 돌아가며 자기 소개를 마친 뒤 필은 '스튜디오에 바우하우스가 와 있습니다. 노샘프턴 출신이며 "Bela Lugosi's Dead"라는 싱글을 냈습니다. 9분 30초 짜리 곡이며 아마도 이번이 이 곡을 트는 마지막이 될 것 같습니다'라고 했다. 그리고 우리는 밖에 나와 차에서 음악을 듣기로 했다. 그때 BBC 교환원이 청취자들이 그 곡을 다시 듣고 싶어 전화를 걸어대서 마비가 되었다고 했다." 다른 곡들에 대해 <클래식 록 매거진>은 "나머지 곡들은 방향을 찾으로 애쓰는 모습들을 보여주며 심지어 스카에까지 닿아 있다"고 썼다.
대표곡이 성공을 거두었음에도 이들은 재정부족으로 투어를 지원해 줄 수 없었던 스몰 원더 음반사를 떠났다. 이에 대해 스테넷은 이렇게 말했다. "문제는 우리 밴드를 투어할 수 있게 해주는 등을 할 여유가 없었다. 밴드는 그런 지원이 필요하다." 이후 4AD 음반사와 계약하고 1980년 1월, "Dark Entries"와 6월에 "Terror Couple Kill Colonel"이라는 두 개의 싱글을 발표했고 10월에 첫 앨범 <In the Flat Field>를 발매했다. <NME>는 이 앨범에 대해 "고딕-로맨틱한 퇴폐적"이라고 평했다. 부정적 리뷰에도 불구하고 이 앨범은 인디 차트에서 1위를 차지했고 영국 앨범 차트에서도 72위까지 올랐다. 밴드는 이 앨범에 만족했지만 원하는 모든 것을 담아내지 못했음을 인정했다. 그들은 이 앨범이 너무 간 것 같다고 느끼기는 했지만 "당시 우리의 모습을 가장 순수하게 표현한 것"이라고 했다.
1980년 8월, 바우하우스는 북미로 떠나 토론토, 시카고, 뉴욕 등지에서 4회 공연을 가졌고 10월에 영국으로 돌아와 첫 앨범 홍보를 위해 영국과 유럽 등지에서 20회의 투어를 진행했다. 그리고 12월에 글램 록의 선구자 티렉스의 히트곡 "Telegram Sam"을 리메이크하여 싱글을 발표했다.

### 베거스 뱅큇과 해체
바우하우스는 그들의 성장세를 4AD가 감당할 수 없게 되자 모회사인 베거스 뱅큇으로 음반사를 옮겨 1981년 3월, 싱글 "Kick in the Eye"를 발표했고 차트 56위에 올랐다. 머피는 "우리는 스타일이나 사운드에 얽매이지 않고 싱글을 이전 것과 완전히 다르게 만드는 것을 좋아했다"고 했다. 1981년 10월에 두 번째 앨범 <Mask>를 발매했다. 이들은 더 다양한 키보드와 여러 악기들을 사용하여 다양성을 더했다. 앨범 커버는 애쉬가 직접 그렸다. 타이틀 곡으로 비디오를 촬영하였는데 스탠다드 픽쳐스의 크리스 콜린스와 켄 로렌스가 촬영을 맡았고 매우 적은 예산으로 제작되었다. 자동차 배터리로 전원을 공급받으며 노샘프톤의 경찰서 바로 건너편에 있던 위태로운 건물에서 촬영이 진행되었다. 데이비드 제이는 당시 상황을 이렇게 설명했다. "우리는 새벽 3시 쯤 이곳에 몰래 들어갔고, 중요한 순간마다 조명이 꺼져버려서 어둠 속에서 대기해야 했다... 그곳은 물이 샜지만 그 모든 것이 분위를 더해주었다." 비디오는 독일 표현주의에서 많은 영향을 받았다. 이 비디오는 영국 TV에서 단 한 번만 방영되었다. 이후 앨범 홍보를 위해 16회에 걸친 영국 투어와 13회의 유럽 투어를 광범위하게 진행했다.
1982년 7월, 바우하우스는 휴 존스가 제작한 싱글 "Spirit"을 발매했다. 그동안 스스로 제작을 해왔던 이들에게는 이례적인 시도였는데 이로 인해 갈등과 타협의 과정을 거쳐야 했다. 당시 상황에 대해 데이비드 제이는 다음과 같이 설명했다. "정말 시간이 오래 걸렸다. 우리는 보통 아주 빠르게 녹음했고 앨범을 세 주 안에 다 만들었는데 이 곡은 9일이 걸렸다. 우리에게는 정말 터무니없는 일이었다. 우리보다는 제작자가 더 힘들어 했다." 보사노바 드럼 비트와 어쿠스틱 기타를 사용했는데 셜리에 따르면 이 곡은 "연주가 잘 될 때 우리는 더 높은 차원으로 끌어올려 주는 밴드의 '다섯 번째 멤버', 무대의 혼"에 관한 노래였다. 뮤직 비디오는 콜린스와 로렌스가 감독을 맡았다. 원래 비디오는 이 영혼을 물리적으로 보여주려는 의도를 갖고 있었고 흰색 마스크와 바디 페인트를 한 댄서가 무대에 올라와서 밴드가 곡을 연주할 때 피터를 실제로 들어올려 날개를 주는 내용이었다. 하지만 미국 투어를 급히 떠나야 했기에 이 계획은 실현되지 못했다. 그래서 콜린스와 로렌스는 극장을 가로지르는 유령 같은 여성과 함께 각양각색의 광대와 저글러들을 등장시켰다. 미국 투어에서 돌아온 밴드는 뮤직 비디오에 실망했고 재촬영을 원했다. 하지만 레이블에서는 추가 비용을 제공할 의사가 없었고 결국 거부되었다. 그럼에도 불구하고 이들은 여전히 비디오를 변경하고 싶어했다. "그래서 우리는 각자의 주머니를 털어 재편집하기로 했다. 결국 우리는 해냈고 그것을 레이블에 전달했다. 다음주 (당시 비디오 주크박스가 열풍이 있었는데) 우리는 한 술집에 들어가서 원래의 끔찍한 버전이 나오는 것을 보았다. 그래서 즉시 베거스 뱅큇에 전화를 걸어 무슨 일이냐고 물었고 그들은 잘못된 버전을 내보냈다고 했다"고 데이비드 제이는 당시를 설명했다. 이 곡으로 톱 30에 들기를 원했지만 42위에 그치고 말았다. 바우하우스는 이 싱글을 불만이었고 이후 1982년 세 번째 앨범 <The Sky's Gone Out>에 재녹음하여 삽입했다.
같은 해 바우하우스는 BBC 세션 중에 녹음했던 데이비드 보위의 "Ziggy Stardust" 커버로 가장 큰 히트를 기록했다. 평론가들이 이들에 대해 "보위 표절"이라는 딱지를 붙였음에도 그들은 이 곡을 선택했다. 사실 이들은 이러한 비난에 상당히 불쾌해했다. 애쉬는 자신들이 그러한 비판에 대해 신경쓰지 않았다면서 "... 그래서 우리는 그들이 예상하는 것과 정반대로 하기로 했고 즉시 'Ziggy'를 발매해 버렸다"고 했다. 이 곡은 영국 차트에서 15위에 올랐고 TV쇼 톱 오브 더 팝스에 출연할 수 있었다. 이 싱글의 성공 덕분에 앨범 또한 덩달아 밴드의 가장 히트작이 되었고 3위에까지 오르게 된다. 같은 해 바우하우스는 공포 영화 <The Hunger>에 출연하여 "Bela Lugosi's Dead"를 오프닝 크레딧에서 공연했다. 이 장면은 머피에 초점을 맞추었는데, 이는 그가 맥스웰의 인기 광고에 출연한 것과 더블어 밴드 내에서 불만을 초래하게 된다.
네 번째 앨범 <Burning from the Inside>(1983년) 녹음을 앞두고 머피는 폐렴에 걸렸고 그로 인해 작업에 많은 기여을 하지 못했다. 그러면서 애쉬와 데이비드 제이가 주도권을 잡게 되었고 몇몇 곡에서는 리드 보컬까지 맡았다. 첫 싱글 "She's in Parties"는 차트 26위에 올랐고 바우하우스에게 세 번째이자 마지막 톱 오브 더 팝스 출연 기회를 가져다 주었다. 이후 유럽과 극동 지역에서 앨범 홍보를 위한 국제 투어에 나섰다. 그리고 런던의 해머스미스 팔레에서 두 번째 공연을 앞둔 전날 밤, 해체를 결정했다고 데이비드 제이는 회상한다.
1983년 7월 5일 이들은 해머스미스 팔레에서 고별 공연을 가졌다. 밴드의 스태프들은 팬들에게 이번 공연을 놓치지 말라고 전했는데 다만 그것이 마지막 공연이라고는 하지 않았다. 긴 앵콜에서 초기 곡들을 연주한 뒤 데이비드 제이는 "명복을 빕니다"라는 말을 남기고 무대를 떠났다. <Burning from the Inside>는 일주일 후에 발매되었고 긍정적인 평가를 받으며 차트 13위에 올랐다. 그리고 팬클럽에 가입한 사람들을 위한 작별 선물로 한정판 싱글 "Sanity Assassin"을 발매했다.

### 바우하우스 해체 이후

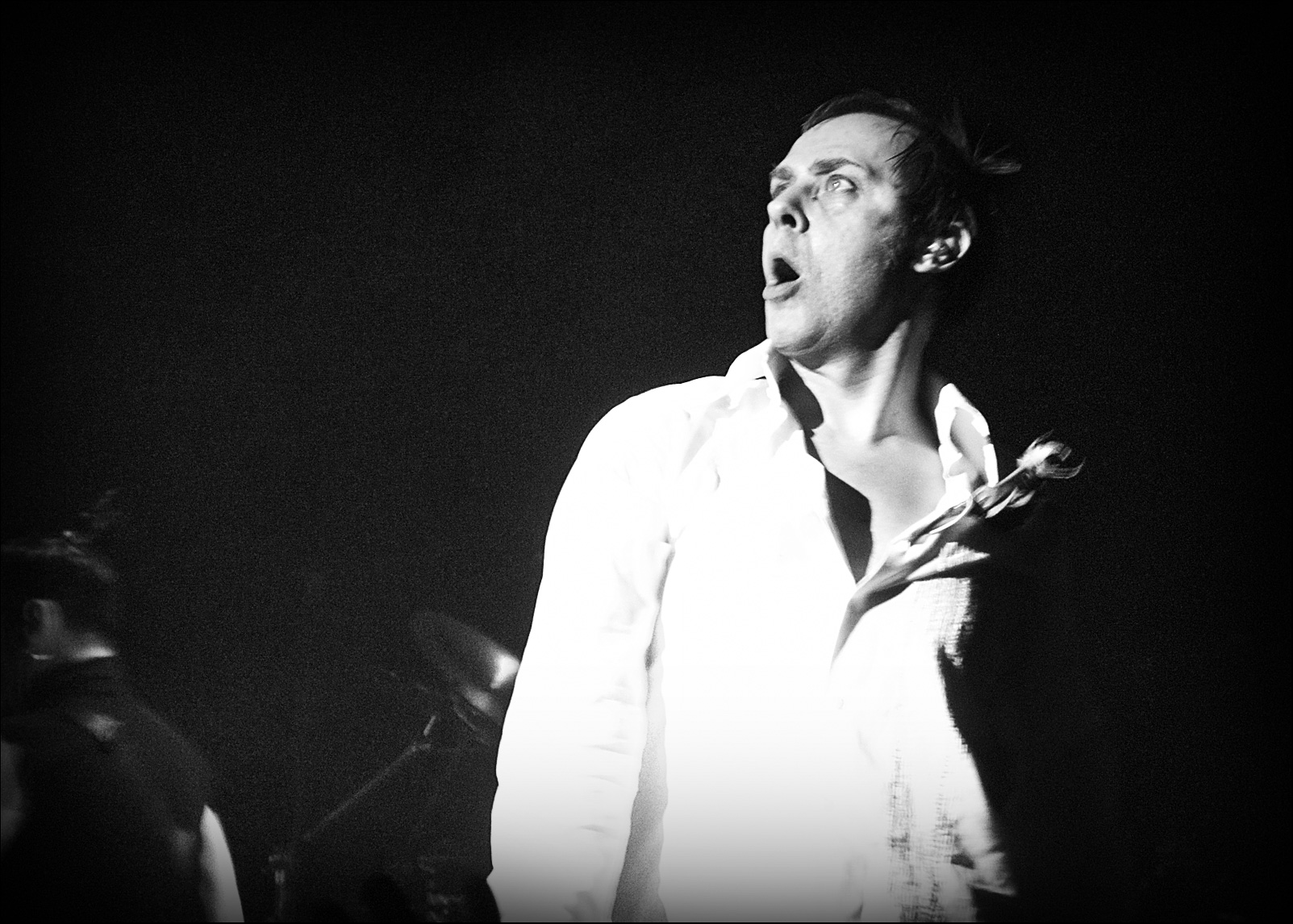
피터 머피, 보컬

바우하우스 해체 이후, 멤버들은 각각의 솔로 작업에 착수했다. 머피는 재팬의 베이시스트 믹 카른과 함께 잠시 달리스 카라는 밴드로 활동한 후 1986년 <Should the World Fall Apart>, 1988년 <Love Hysteria>, 1989년 <Deep> 앨범을 발표하며 솔로 활동을 벌였다. 애쉬는 이미 1982년부터 바우하우스의 스태프였던 글렌 캠플링과 함께 Tears on Tail이라는 프로젝트를 진행해오고 있었는데 바우하우스가 해체되면서 케빈 해스킨스가 합류했고 이 삼인조는 앨범과 EP 등을 발표하다가 1984년 미국 투어 후 해체되었다. 이 기간 동안 데이비드 제이는 두 개의 솔로 앨범을 발표했고 재즈 부처와 두 장의 앨범을 녹음했고 만화 작가이자 스포큰워드 아티스트인 앨런 무어와 함께 단명한 밴드 The Sinister Ducks로 활동했다.
각자의 프로젝트를 벌이던 중 애쉬와 데이비드 제이는 바우하우스의 재결합에 대해 이야기를 나누었고 리허설 날짜를 잡았지만 머피는 그날 나타나지 않았다. 나머지 세 명의 멤버들은 그대로 리허설을 진행했고 함께 연주하면서 느껴지는 좋은 분위기에 영감을 받고 애쉬와 애스킨 형제는 1985년 Love and Rockets를 결성했다. 이들은 4년 후, "So Alive"로 미국에서 히트를 쳤다. Love and Rockets 활동 중에도 애쉬와 데이비드 제이는 각각의 솔로 앨범을 냈고 머피는 데이비드 제이의 1992년 싱글 "Candy on the Cross"에 백보컬로 참여하기도 했다.

### 재결합과 최후의 앨범

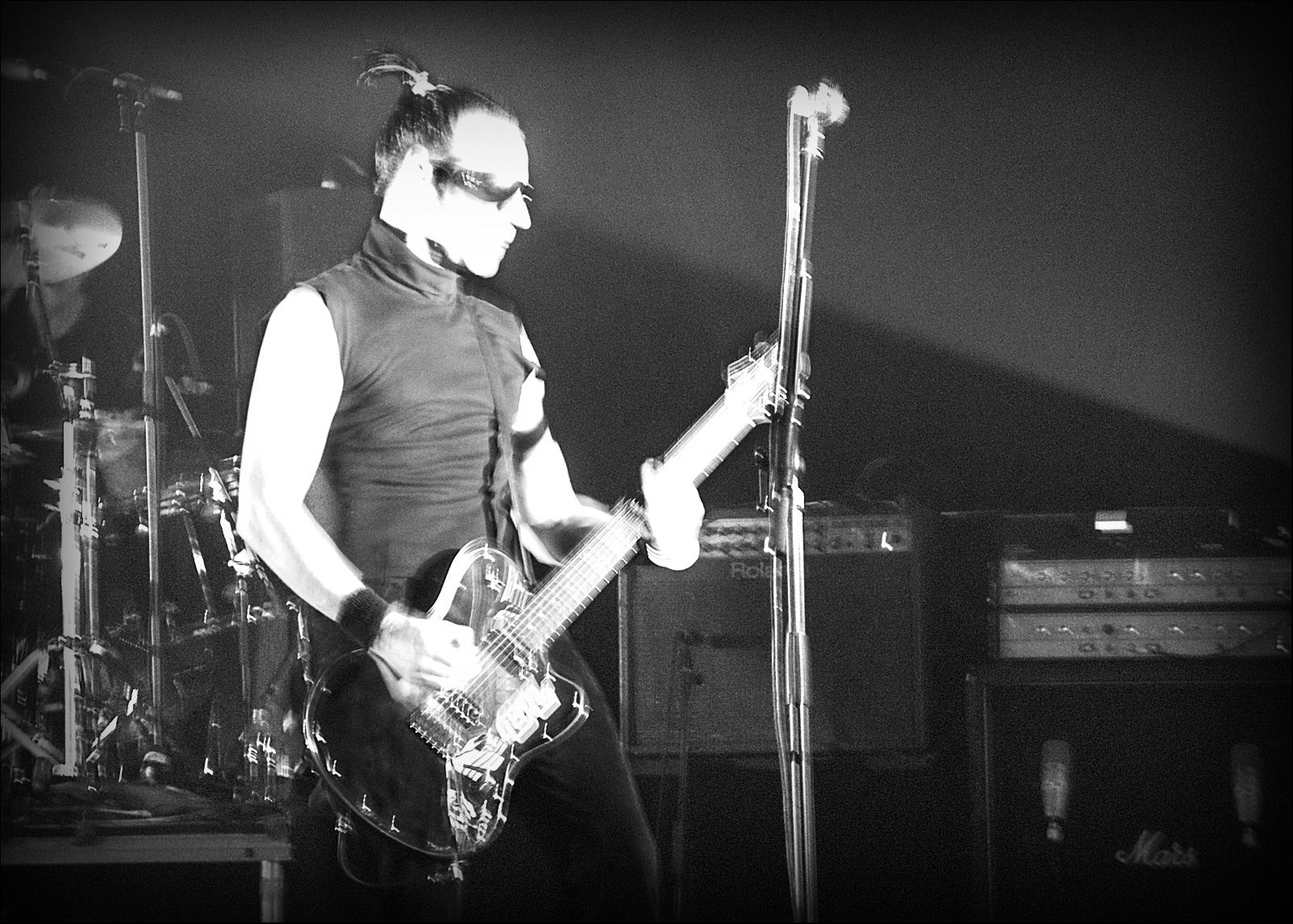
대니얼 애쉬, 2006년

바우하우스는 1998년 "Resurrection Tour"를 위해 재결성되었고 새로운 곡 "The Dog's a Vapour"를 선보였는데 이 곡은 영화 <헤비메탈 2000>의 사운드트랙으로 들어갔다. 투어 중 라이브 앨범이 녹음되어 이듬해 발매되었으며 데드 캔 댄스의 곡 "Severance"를 커버한 곡도 포함되었다.
2005년 다시 재결합한 바우하우스는 같은 해 캘리포니아의 인디오에서 열린 코첼라 페스티벌에 참여하여 첫곡으로 "Bela Lugosi's Dead"를 머피가 무대에서 거꾸로 매달린 채 불렀다. 머피의 2005년 투어에 이어 가을에 바우하우스는 북미지역 투어를 대대적으로 시작했고 2006년 2월에 유럽에서 마무리했다. 투어 중 조이 디비전의 "Transmission"을 커버하기도 했으며 새로운 곡들을 녹음하고 싶다는 포부를 밝히기도 했다. 5월에 나인 인치 네일스의 오프닝으로 출연하기도 했다.
2008년 바우하우스는 1983년 이후 처음으로 새로운 정규 앨범 <Go Away White>를 발표했다. 밴드의 마지막 앨범이었고 별도의 홍보 투어는 없었다. 2007년 말 케빈 헤스킨스는 "우리는 서로 잘 지내고는 있지만 어떤 사건이 발생했고, 그 결과 우리 중 일부가 함께 작업하고 싶지 않다고 느꼈다"고 했다. 2008년 초 머피는 "감정적으로 유대감을 쌓았다는 것에 가장 만족했다. 과거는 뒤로 하고 함께 작업하는 긍정적인 경험이었다. 결과물로 매우 빠르게 나왔기에 꽤나 흥미롭고 즐거운 시간이었다"고 했는데 하지만 결국에는 "성격들이 나왔고 내 생각에는 정말로 끝내는 것이 맞다고 생각했다"고 했다. 같은 해 데이비드 제이는 해체애 대해 "시험관에 한 가지 화학물질을 넣고 다른 것을 더하면 뭔가가 일어난다. 세 번째 것을 넣자 조금 더 거품이 났다. 네 번째 화학물질을 넣자 아주 격렬하게 거품이 일더니 폭발했다. 그게 내 대답이다"라고 언급했다.
2017년 애쉬와 케빈 헤스킨스는 해스킨스의 딸 디바 돔페를 베이스로 영입하여 Poptone이라는 이름으로 투어를 벌였다. 이들은 바우하우스, Tones on Tail, Love and Rockets의 곡들과 커버곡들을 불렀다. 여러 투어에서 녹음된 라이브 앨범이 발매되기도 했다.
2018년 머피와 데이비드 제이는 바우하우스 40주년을 맞아 뉴질랜드와 호주, 유럽에서 투어를 벌이며 <In the Flat Field> 앨범 전체를 연주한다는 계획을 발표했다.
2019년 9월, 13년간의 휴지기를 가졌던 바우하우스는 같은 해 11월 3일에 5천석 규모의 헐리우드 팔라디움에서 모든 오리지널 멤버가 참여한 공연을 열겠다고 발표했다. 공연 티켓이 순식간에 매진되자 그 다음 날 밤에도 공연을 열기로 했다. 그리고 이후 세 번째 공연이 같은 장소에서 12월 1일로 잡혔다.
2022년 3월, 바우하우스는 14년 만에 "Drink the New Wine"이라는 신곡을 내놓았다. 코로나 19 락다운 기간 동안 네 명의 멤버들이 각각 따로 녹음을 진행했다. 녹음 방식은 다른 이들이 무엇을 더했는지 듣지 않은 채 각자 녹음을 더하는 식으로 진행되었다.

## 음악 스타일
"우리에게 영향을 준 것들은 많다. 당연한 것은 글램 록과 펑크 록이다. 우리가 작업할 때는 낮에 녹음을 마치고 보통 저녁에 홈스튜디오에서 녹음을 이어가다가 밤에 함께 머물곤 했다. 그리고 작업이 끝나면 항상 덥 레게나 서전트 페퍼스 같은 비틀즈 후기 음악들을 들었다. 사람들에게 이 이야기를 하면 꽤 놀라워한다. 어두운 음악만 들은 건 아니었고 다양한 영향이 있었다."
데이비드 제이에 따르면 바우하우스가 포스트펑크 음악에 있어 자신들과 관련성을 가졌다고 느낀 밴드들은 조이 디비전, 페레 우부, 디보, 갱 오브 포, 카바레 볼테르, 그리고 팝 그룹이었다. 바우하우스에 영향을 준 밴드와 가수들로는 수지 앤 더 밴시스, 데이비드 보위, 티렉스, 록시 뮤직, 핑크 플로이드, 뉴욕 돌스, 벨벳 언더그라운드, 이기 팝과 스투지스, MC5, 라몬즈, 섹스 피스톨즈, 더 클래시, 레지던츠, 캡틴 비프하트, 수이사이드, 크라프트베르크, 캔, 파우스트, 비틀즈, 롤링 스톤스, 더 후, 밥 딜런, 톰 웨이츠, 세르주 갱스부르, 리 스크래치 페리, 킹 터비, 마이키 드레드, 스콧 워커, 자크 브렐 등이 있었다. 이들에게 영향을 준 특정 음반으로는 컴필레이션 앨범 <Nuggets>, 데이브 클라크 파이브의 싱글 "Bits and Pieces", 그리고 데이브 & 안셀 콜린스의 싱글 "Double Barrel"이 있다. 라이브 공연에서는 특히 조명에서 영감을 받은 바우하우스의 무대 연출이 있었는데, 이는 머피가 바우하우스 매니저와 함께 관람한 주다스 프리스트 콘서트에서 비롯되었다.
"우리는 레게, 특별히 덥에 매우 영향을 받았다. 기본적으로 벨라는 우리 나름대로의 덥에 대한 재해석이었다."
어린 시절에 받은 영향에 대해서 데이비드 제이는 재즈에 관심이 많았으며 마일스 데이비스, 찰리 파커, 셀로니어스 몽크 등을 좋아했으며 피터 머피는 도리스 데이, 사이먼 & 가펑클, 비틀즈, 애버리 브라더스 등을 비롯하여 카톨릭 학교의 미사가 노래에 큰 영향을 주었다고 했다. 대니얼 애쉬에게 자신의 기타 연주 스타일을 어떻게 만들었는지 영향은 누구였는지를 물었을 때 그는 "내 스타일은 스케일과 코드 배우는 것에 있어 극도의 게으름에 더해 독창적이고 새로운 소리를 내고자 하는 강한 열망의 혼합에서 나왔다. 헨드릭스와 미크 론슨의 열렬한 팬이지만 데이비드 보위의 곡에서 로버트 프립의 연주도 멋지고, 얼 슬릭도 좋고!"라고 대답했다. 애쉬는 또한 온리 원즈, 댐드, 텔레비전, 리처드 헬, 보이도이즈와 같은 밴드들에 감사를 표하였고 스투지스의 <Raw Power>를 가장 좋아하는 앨범 중 하나로 언급했다.
1970년 즈음 데이비드 제이는 자메이카의 스카, 루츠 록, 레게, 덥 음악에 매료되었다. 이러한 음악의 영향은 그로 리드 기타 대신 베이스를 선택하게 만든 계기가 되었다. "나는 덥을 사랑했다. 정말 신나는 음악이었고 나에게는 다른 세계에 대한 첫 경험이었다. 언더그라운드적이고 어둡고, 성적 에너지가 넘치고 폭력적이면서도 매혹적인 무언가였다. 이 어두운 음악은 어두운 곳에서 연주되었고 정말 매력적이었다. 이 음악의 강력함은 베이스라는 것을 즉각 깨달았다. 우리가 기타를 갖게 되었을 때 누구도 베이스 연주자가 되고 싶어하지 않았다. 우리는 팝 음악을 하고 싶어하는 여러 밴드들을 거쳤고 모두 리드 기타를 연주하고 싶어 했다. 그래서 나는 '그럼 나는 베이스를 연주할게'라고 했고 여섯 줄 짜리 기타에서 아래 네 줄만 연주했다. 음악을 들으면서 연주하며 베이스 라인을 만들었다. 그렇게 계속하다가 만족감을 느기고 돈을 모아서 베이스 기타를 샀다."
레게와 펑크 록의 혼합에 대해 머피는 자신들이 음악적으로 "그 누구보다 더 클래시와 잘 어울린다"고 했다. 바우하우스 음악에 있어 레게의 영향에 대해 질문받았을 때 머피는 "엄청난 영향을 받았다. 우리는 항상 그 음악들을 들었고 데이비드는 마치 리드 기타 리프와도 같은 베이스 라인들을 만들어 왔다... 그 베이스 라인들은 음악을 만드는 데 있어 기반을 제공했다"고 답했다. 특히 덥 레게가 큰 영향을 주었는데 데이비드 제이는 그들의 대표곡 "Bela Lugosi's Dead"가 원래 덥 스타일로 의도되었다고 하기까지 했다.
그 밖의 영향으로 다양한 형태의 록(가라지, 글램, 아트, 전자, 프로그레시브, 헤비 메탈, 포크, 실험적, 크라우트록) 뿐만 아니라 아방가르드, 엠비언트, 전통 팝, 펑크 등이 있었다. Outside of music, Bauhaus's influences were often artistic and literary and included William S. Burroughs, 음악 외적으로는 문학에 있어 윌리엄 S. 버로스, 브리온 가이신, 앨런 긴즈버그, 잭 케루악, 아르튀르 랭보, 샤를 보들레르, 그리스 신화, 오스카 와일드, 그리고 앙토니 지뇨를 포함했다. 원래의 바우하우스 운동이 밴드에 미친 영향에 대해 머피는 "바우하우스는 바우하우스(밴드)에는 아무런 영향을 미치지 않았다. 그저 우리 그룹의 소리, 형태, 에너지, 감각적인 탄생 이름일 뿐이다"고 말했다.
바우하우스는 이러한 영향들을 결합하여 어둡고, 진지하며 내적인 포스트펑크 버전을 창조해 냈다. 이는 펑크의 붕괴 이후 환멸을 느낀 많은 음악 팬들에게 매력적으로 다가왔다. 바우하우스의 주요 특성으로는 머피의 깊고 울림있는 목소리, 애쉬의 뾰족한 기타 연주, 데이비드 제이의 더브 영향을 받은 베이스를 꼽을 수 있다. 이들의 사운드와 어두운 스타일은 결국 고딕 록, 또는 간단히 "고스(Goth)"라는 이름으로 알려지게 되었다.

## 유산과 영향

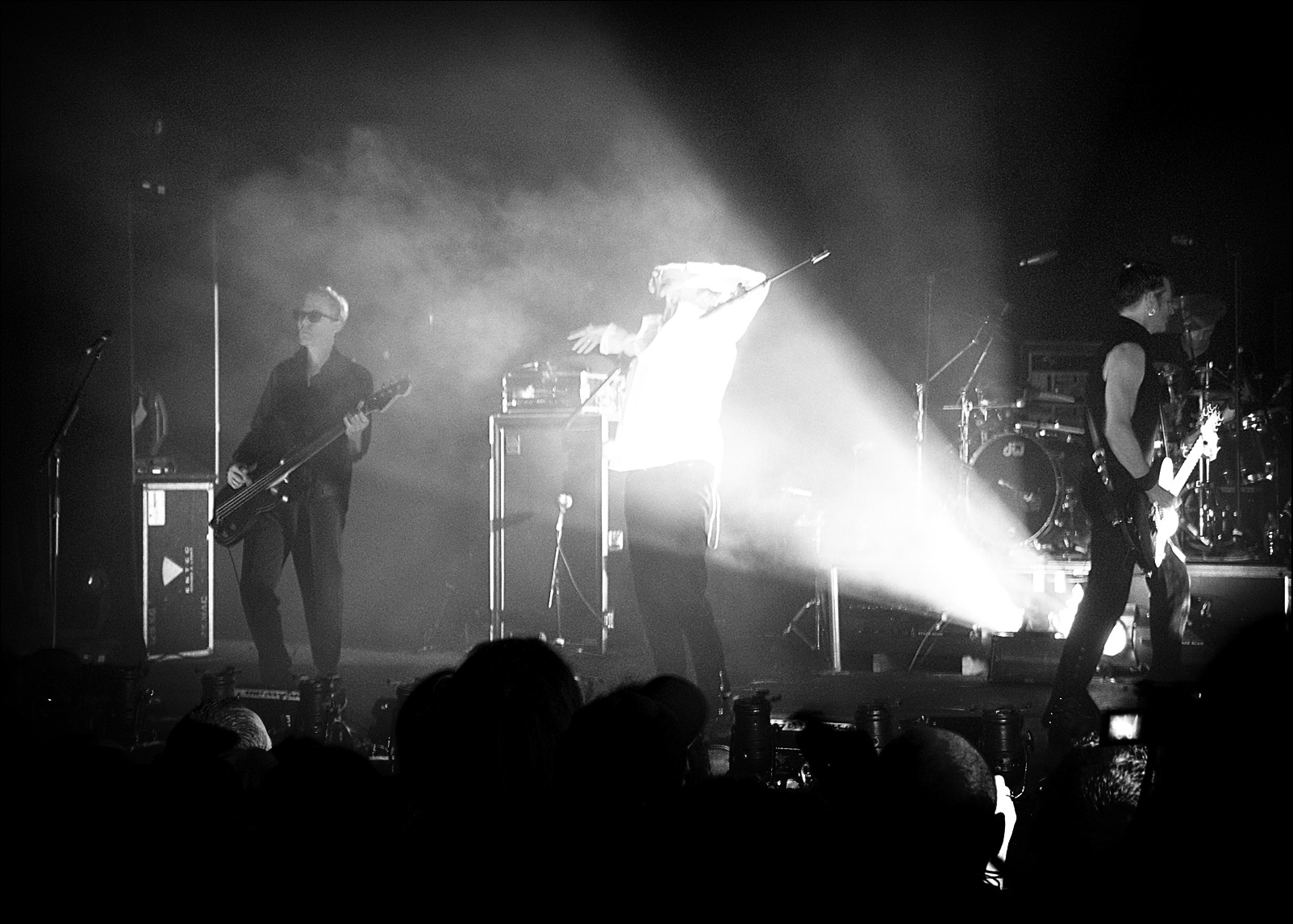
영국 런던의 브릭스톤 아카데미, 2006년 2월 3일

바우하우스는 종종 고스의 창시자로 간주되는데 스스로는 이러한 딱지를 거부하고 자신의 스타일을 "어두운 글램"이라고 묘사하는 것을 선호했다. 피터 머피는 다른 동시대 밴드들이 고스의 정립에 더 큰 영향을 끼쳤다고 본다. 마찬가지로 케빈 해스킨스 역시 수지 앤 더 밴시스와 같은 밴드가 자신들보다 고스 서브컬처에 더 많은 영향을 끼쳤다고 느끼며 바우하우스는 "... 더 입체적이고 더 아트록"이라고 했다. 그럼에도 불구하고 애쉬는 "검은 옷을 입고 "Bela Lugosi's Dead"라는 첫 싱글을 들고 나왔다면 사실상 고스라는 도장이 찍힌 셈이다. 그것은 항상 우리 곡들 중 가장 강력한 곡 중 하나였기에 부정할 수 없는 사실이다"라고 인정했다.
고스와 연관된 여러 밴드들과 아티스트들이 바우하우스를 그들의 영가의 원천으로 꼽았다. 타입 오 네거티브, 에일리언 섹스 핀드, 데이네 라카이엔, AFI, 벅-틱, 리시아, 킬링 조크의 재즈 콜맨, 더 컬트, 미스피츠의 글렌 댄징, 파라다이스 로스트의 그렉 매킨토시, 쉬 원츠 리벤지, 더 드레스덴 돌스, 쉬 패스트 어웨이, 울프세임 등이 그렇다. 더 미션의 웨인 허시는 2013년 머피와 함께 무대에서 노래하기도 했다. 또한 미니스트리, 마릴린 맨슨, 나인 인치 네일스, 니쳐 엡, 스키니 퍼피 등과 같은 많은 인더스트리얼 록 밴드와 아티스트들에게도 영향을 미쳤다.
또한 바우하우스는 여러 얼터너티브/인디 록 아티스트와 밴드들로부터도 찬사를 받았다. 플레이밍 립스, 빅 블랙의 스티브 알비니, 세비지스의 제니 베스, 페이브먼트의 스티븐 말쿠무스, 로우의 앨런 스파르호크, 디어헌터의 브래드포드 콕스, 스크리밍 티어스의 마크 라네건, 이글스 오브 데스 메탈의 제시 휴스, 댄디 워홀의 코트니 테일러, 펄 잼의 제프 아멘트, 유어 페이버릿 에너미스의 알렉스 헨리 포스터, 아일랜드의 니콜라스 소번, 블루 옥토버의 맷 노베스키, 제인스 어딕션, 사운드가든, 스매싱 펌킨스, 어 네온 롬, 홀(리드 보컬인 코트니 러브는 자신의 많은 곡들이 "완전 바우하우스 표절"이라고 인정하기까지 했다), 인터폴, 마이 케미컬 로맨스, 더 트왈라잇 새드, 셔워터, 앨리엇 스미스가 이에 포함된다.
바우하우스는 여러 저명한 뮤지션들에 의해 언급되었다. 데드 케네디스의 젤로 비아프라, 콘의 조나단 데이비스, 극단적인 메탈 밴드 켈틱 프로스트, 로파이 뮤지션 아리엘 핑크, 툴의 메이너드 제임스 키넌, 전자 음악 아티스트 칼 크레이그, 미국의 레코드 프로듀서 DJ 프리미어(Gang Starr), 미국의 코미디언 겸 뮤지션 레지 와츠, 이란 뮤지션 아잠 알리, 일본 비주얼계 뮤지션 히데(X 재팬), 일본 포스트 록 밴드 모노, 일본 헤비 메탈 밴드 더 엔 그레이 (리드 싱어인 쿄는 <Press the Eject>와 <Give Me the Tape>를 무인도에 가져가고 싶은 최고의 앨범으로 꼽았다), 전자 음악 아티스트 모비, 트립합 밴드 매시브 어택, 크러스트 펑크 밴드 아메빅스, 슈게이즈 밴드 드롭 나인틴스, 사이키델릭 록 밴드 화이트 힐스, 노이즈 록 밴드 투데이 이즈 더 데이, 누 메탈 밴드 코알 체임버, 극단적인 메탈 밴드 비헤모스, 그라인드코어 밴드 네이팜 데스, 램 오브 갓의 랜디 블라이스, 림프 비즈킷의 프레드 더스트, 시스템 오브 어 다운의 세르지 탱키안, 화이트 좀비의 숀 이설트, 마이 블러디 밸런타인의 빌린다 부처, 모과이의 스튜어트 브레이스웨이트 등이 포함된다. 블링크-182는 그들의 앨범 <California>에 있는 곡 "She's Out of Her Mind"에서 바우하우스를 언급했다. 건즈 앤 로지스의 더프 맥카간은 바우하우스 컴필레이션 앨범 <Bauhaus 1979–1983>를 그의 100대 좋아하는 앨범 목록에 올렸다.
<얼터너티브 프레스>에서는 1996년 리스트에서 바우하우스를 "지난 20년간 언더그라운드에 영감을 준 100대 아티스트>에 포함시켰다.
바우하우스의 곡 "All We Ever Wanted Was Everything"(<The Sky's Gone Out> 앨범에 수록)은 여러 차례 커버되었는데 여기에는 레드 핫 칠리 페퍼스의 기타리스트 존 프루시안테, MGMT, 그리고 시우 시우 등이 포함된다. 스매싱 펌킨스의 빌리 코건은 1998년에 바우하우스와 함께 무대에서 T. 렉스의 "Telegram Sam"과 "All We Ever Wanted Was Everything"을 라이브로 불렀다. "Double Dare"는 얼터너티브 록 밴드 더 갓 머신에 의해 커버되었고, "Hollow Hills"는 시스템 오브 어 다운에 의해 커버되었다. "Silent Hedges"는 (또한 "Double Dare"와 함께) 파워 메탈 밴드 네버모어에 의해 커버되었다.
"Bela Lugosi's Dead"는 많은 아티스트들에 의해 커버되었다. 여기에는 언틸 디셈버(1986년), 일렉트릭 헬파이어 클럽(1996년), 오페라 IX(2000년), 세풀투라(2001년), 누벨 바그(2006년), 크리스 코넬(2007년), 나인 인치 네일즈(2009년), 트렌트 레즈너와 머피 및 TV 온 더 레이디오(2013년), 매시브 어택(2013년), 데이비드 제이와 질 트레이시(2013년), 차버치스(2014년), 데드 크로스(2017년), 그리고 더 댐드(2019) 등이 포함된다.

### 문화 속의 바우하우스
바우하우스의 팬층은 음악을 넘어선다. 미국 소설가 척 팔라닉은 2005년 소설 <Haunted>를 쓸 때 바우하우스의 노래 "Bela Lugosi's Dead"에 영향을 받았다고 했고 제임스 오바르의 1989년 만화책 <The Crow>에서 에릭 드레이븐은 피터 머피의 얼굴을 바탕으로 했다. 닐 게이먼의 시리즈 <The Sandman>에서도 꿈의 얼굴과 외모는 머피를 기반으로 했다. 또한 만화 작가 앨런 무어는 앨범 <Mask>의 속지 노트를 작성했으며, 영국 음악 신문 <Sounds>에 "Phantoms of the Teenage Opera"라는 익명의 바우하우스 리뷰를 기고했다.
1984년 미국 밴드 시카고의 "You're the Inspiration" 뮤직 비디오에서는 리드 싱어 피터 세테라가 바우하우스 티셔츠를 입고 있다.
건스 앤 로지스의 액슬 로즈는 CBGB에서의 인터뷰에서 바우하우스 티셔츠를 입었다.
1993년 비비언과 바트헤드 시즌 3 에피소드 "Meet God, Part II"에서 그들은 바우하우스의 보위 커버곡 "Ziggy Stardust"의 뮤직 비디오를 보고 댓글을 남긴다.
미국 애니메이션 시리즈 <Daria>의 공동 제작자 수지 루이스는 이 밴드의 팬이며, 에피소드 213 "Write Where it Hurts"의 엔딩 크레딧에 그들의 노래 "1. David Jay 2. Peter Murphy 3. Kevin Haskins 4. Daniel Ash"를 사용했다.
2003년 사우스 파크 에피소드 "Raisins"에서 헨리에타 빅글(고스 키드 중 한 명)은 "Blauhaus"라는 이 밴드의 패러디 버전 포스터를 침실에 붙여놓고 있다.
2015-2016년 <아메리칸 호러 스토리: 호텔> 시즌에서 "Bela Lugosi's Dead"는 첫 번째 에피소드에서 사용되며, 시리즈의 기본적인 공포/뱀파이어 테마와 잘 어울린다.
2017년 <더 아메리칸즈>의 한 에피소드에서 바우하우스의 곡 "Slice of Life"가 레드룸 장면에서 흘러나온다. 이는 벌쳐스 리스트에서 <더 아메리칸즈>의 최고 음악 순간 베스트 10에서 8위를 차지했다.
세터데이 나이트 라이브의 "고스 토크" 코너의 주제곡이 "Bela Lugosi's Dead"다.
2005년 바우하우스의 코첼라 공연을 <LA 위클리>는 "베스트 20 코첼라 공연" 중 하나로 선정했다.
바우하우스가 출연했던 토니 스콧의 영화 <The Hunger>는 <롤링스톤>지가 선정한 "록앤롤 무비 모먼트 30" 리스트에서 20위에 랭크되었고 <타임아웃>지에서 선정한 "곡이 잘 쓰인 영화 50"에서 17위에 올랐다.